# Wexford Harbour
Wexford Harbour (gaélico, Loch Garman) en el condado de Wexford, Irlanda es la bahía natural en la desembocadura del río Slaney. El estuario originalmente tenía diez millas de ancho en su punto más amplio, con grandes llanuras de lodo en ambos lados. Se conocen como el North Slob y el South Slob de la palabra irlandesa slab, que significa lodo. Los vikingos, cuando fundaron la ciudad de Wexford, la llamaron Waes Fjord, lo que significa "ensenada de marismas" y el nombre moderno proviene de esto.
En el siglo XIX, se construyeron diques y sistemas de bombeo para drenar los "slobs", produciendo buena tierra agrícola por debajo del nivel del mar en pólderes similares a los de los Países Bajos. El tamaño de la bahía fue reducida considerablemente. Lo que queda es en su mayor parte estrecho y sufre de serios problemas de limo. Las mareas y las corrientes del río frecuentemente remueven lodo y arena en la bahía. Las islas de arena pueden aparecer y desaparecer luego a lo largo del curso de unas pocas semanas, particularmente en la desembocadura de la bahía. Como resultado de ello, la bahía no es apropiada para barcos grandes y se usa principalmente por dragadoras de mejillones y embarcaciones de placer.
Los barcos visitantes que desean entrar en la bahía pueden ver consejos de navegación y una carta de navegación de la bahía que fue preparado para miembros del club náutico local. En resumen, la entrada para extranjeros no está clara. Es menor dentro de dos horas a ambos lados de la marea alta y más seguro para los barcos que midan menos de 1,5 metros. Con fuertes vientos entre dirección SE y NE, el mar rompe en la barra. La entrada es luego arriesgada y no debe intentarse.